# Бакурский район
Бакурский райо́н — административно-территориальная единица в Саратовской области, существовавшая в 1934—1960 годах. Административный центр — с. Бакуры.

## История
Район образован в 1934 году в составе Саратовского края (с 1936 года — в Саратовской области).
19 мая 1960 года район был упразднён, а его территория вошла в состав Екатериновского и Петровского районов..